# Estàtua
|  | No s'ha de confondre amb escultura. |

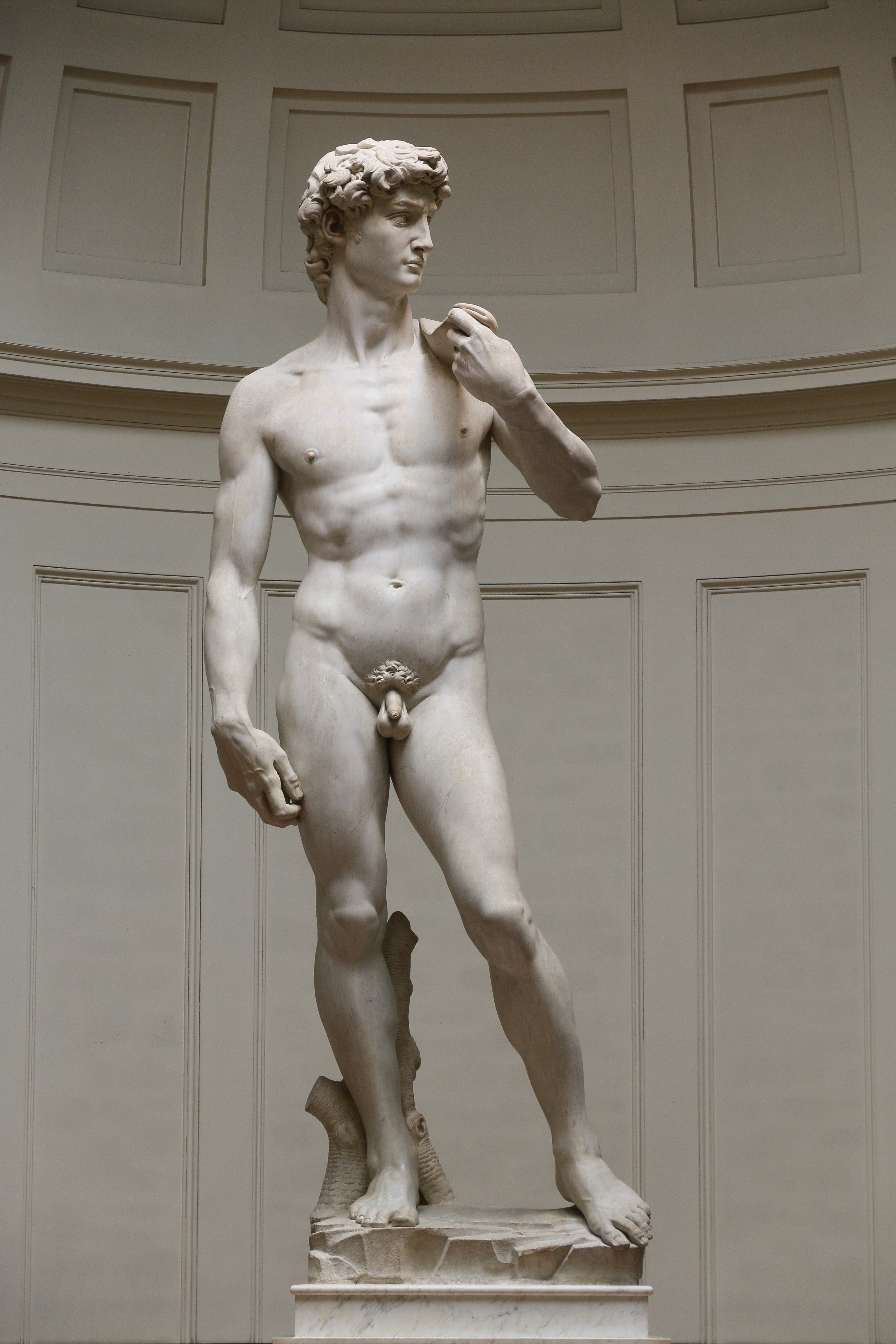
El David de Miquel Àngel.

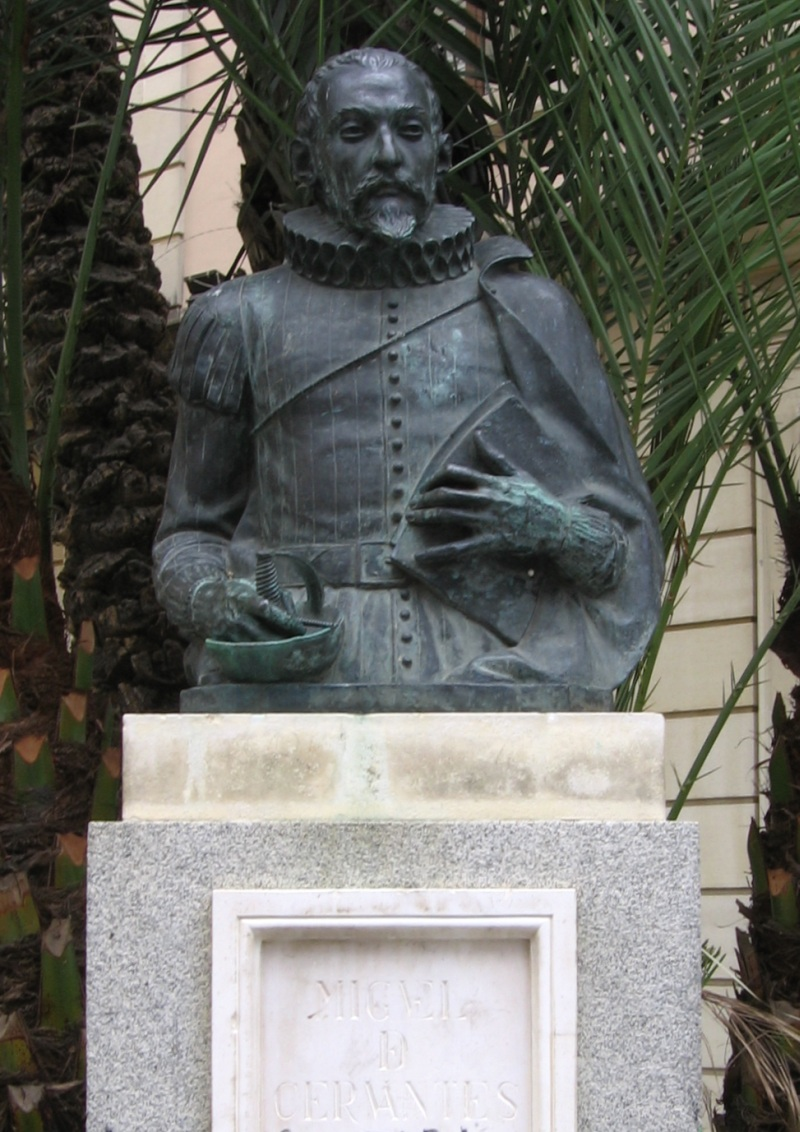
Bust de Miguel de Cervantes Saavedra al costat de l'antiga Presó Real de Sevilla on va estar pres.

Una estàtua és una figura escultòrica en tres dimensions que representa una persona o un animal. L'estàtua pot ser una obra esculpida, tallada, o produïda per tècniques diverses, com pot ser l'abocament de bronze, etcètera. Amb ella se sol assolir la imitació del natural evocant una persona, animal, vegetal, representant una escena o commemorant un fet històric o mitològic.
Les estàtues són escultures exemptes, és a dir, representen les tres dimensions i no són una part d'altre element com un mur o taula, com és el cas dels relleus.
Les estàtues han estat un element constant en moltes cultures i societats. Algunes són creades per a embellir llocs freqüentats pel públic; d'altres s'exhibeixen en museus pel seu valor ja sigui arqueològic o econòmic, depenent de la fama de l'obra mateixa, de l'autor o de la seva antiguitat. El que el concepte de l'estàtua inspira, ha estat inclòs en obres creatives, des del joc infantil, fins a l'òpera "Don Giovanni" de Mozart.

## Materials
Els materials amb el que les estàtues són fetes són variats, i generalment són elecció de l'artista i algunes vegades de qui comissiona l'obra; Les més antigues solien esculpir en materials petris, com marbre, calcària, alabastre, granit o diorita, també s'elaboraven amb metalls o aliatges, com el coure, bronze, ferro, acer, fins i tot plata i or. Modernament s'utilitza qualsevol tipus de material que es pugui tallar o modelar, com formigó, polímers o materials plàstics, per exemple.

## Tècniques
Les estàtues poden ser esculpides, tallades, o elaborades amb altres tècniques, com pot ser mitjançant l'abocament de bronze a motlles, per soldadura o acoblament de diversos elements.

## Denominacions
Una estàtua, en funció de la seva actitud, pot presentar les següents denominacions:
- pròpia: en peu,
- sedent: asseguda,
- jacent: estirada generalment en sarcòfags,
- eqüestre: a cavall,
- orant: agenollada,
- oferent: oferint presents.

Per la zona del cos humà representada, es distingeix:
- bust: si mostra només el cap i la part superior del tòrax,
- hermes: un bust que es perllonga per la seva base en forma d'alt pedestal, més estret cap avall i sense solució de continuïtat amb la figura,
- tors: fragment d'escultura sense cap, cames i braços (típica en escultura romana, afegint la resta del cos en pedra de diferent color i textura).

Les que tenen una mida descomunal s'anomenen:
- colós, que solen representar una personalitat destacada.

## Simbologia
A l'antic Egipte solien representar els personatges vius amb un peu avançat, expressant moviment, i als morts amb els peus junts, en actitud estàtica.
Moltes escultures eqüestres, on el genet és el tema principal a commemorar, la posició del cavall declara la forma en què el genet va morir, per exemple, si va ser en una batalla o per causes naturals, elevant una, dues o tres potes del cavall.
Si el cavall té les 4 potes a terra, vol dir que el genet va morir per causes naturals.
si el cavall té en alt una de les seves potes, vol dir que el seu genet va morir producte de les ferides produïdes en batalla.
Per contra, si el genet va morir en el camp de batalla, el cavall ha d'estar amb les seves dues potes davanteres en alt.